# Andrea Masiello
Andrea Masiello (* 5. Februar 1986 in Viareggio) ist ein italienischer Fußballspieler. Der Innenverteidiger spielt aktuell beim FC Südtirol.

## Karriere

### Verein
Andrea Masiello begann seine Karriere beim AS Lucchese Libertas, bis er 2003 zu Juventus Turin wechselte. Sein Debüt gab er am 20. April 2005 bei der 0:1-Heimniederlage gegen Inter Mailand. 2005 wurde er dann zusammen mit Wiktor Igorewitsch Budjanski an Avellino Calcio verliehen, wo er insgesamt 41 Spiele absolvierte, jedoch den Abstieg nicht verhindern konnte.
Da Juventus Turin 2006 in den italienischen Fußballskandal verwickelt war, musste Juve in die Serie B zwangsabsteigen und der Kader daraufhin umstrukturiert werden. Deshalb wurden unter anderem Masiello, Daniele Gastaldello, Abdoulay Konko, Giovanni Bartolucci und Douglas Ricardo Packer an die AC Siena verkauft.
Nachdem er und Abdoulay Konko bis zur Winterpause 2006/07 kein einziges Spiel für die AC Siena bestritten, verkaufte Juve 50 Prozent der Transferrechte an den CFC Genua. Danach wurden beide Spieler und Domenico Criscito an den CFC Genua verkauft. Er spielte 15-mal mit seinen Teamkollegen zusammen. Genua beschloss Masiello und Konko länger an den Verein zu binden, jedoch machte er nur vier Spiele, bis er 2008 an AS Bari verliehen wurde.
Nachdem die Leihfrist beendet war, boten die Verantwortlichen des AS Bari Masiello einen Vertrag an, den er auch annahm. Seitdem ist er ein wichtiger Bestandteil der Mannschaft geworden.
Nach drei Jahren, 110 Serie-A-Spielen und drei Toren für Bari, wechselte er zur Saison 2011/12 zu Atalanta Bergamo. In seiner letzten Saison bei Atalanta spielte Masiello zum ersten Mal in der UEFA Champions League. 
Zur Saison 2020/2021 kehrte Andrea Masiello zum CFC Genua zurück.
Da sein Vertrag auslief, wechselte er am 5. September 2022 zum neu in die Serie B aufgestiegenen Club FC Südtirol.

### Nationalmannschaft
Masiello spielte in den italienischen U-18-, U-19- und U-20-Nationalmannschaften. Insgesamt absolvierte er 21 Länderspiele für alle Jugendnationalmannschaften.

### Wettskandal
Im Zuge des italienischen Fußball-Wettskandals wurde Masiello am 2. April 2012 von der Staatsanwaltschaft Bari wegen des Verdachts auf Wettmanipulation und Bildung einer kriminellen Vereinigung festgenommen. Masiello gab daraufhin zu, am 15. Mai 2011 als Verteidiger von AS Bari im Spiel gegen US Lecce absichtlich ein Eigentor zum 0:2 erzielt zu haben. Dafür hätten er und zwei Komplizen rund 250.000 Euro in bar erhalten. Am 3. August 2012 wurde Masiello deshalb für 26 Monate gesperrt.

## Erfolge
- Italienischer Meister: 2004/05 1